# Serranochromis stappersi
Serranochromis stappersi är en fiskart som beskrevs av Trewavas, 1964. Serranochromis stappersi ingår i släktet Serranochromis och familjen Cichlidae. IUCN kategoriserar arten globalt som livskraftig. Inga underarter finns listade i Catalogue of Life.